# Scombrolabrax
Scombrolabrax is een geslacht van straalvinnige vissen uit de familie van zwarte makrelen (Scombrolabracidae).

## Soorten
- Scombrolabrax heterolepis Roule, 1921